# U.S. Male
U.S. Male (lit. en español "El macho de Estados Unidos" o "El macho americano") es una canción compuesta por Jerry Reed Hubbard e interpretada y grabada a principios de 1968 por Elvis Presley.  La canción se editó en 1968 en formato de disco sencillo y también en diversos álbumes compilados posteriormente. 

## Versión de Elvis Presley
Elvis grabó el tema el 17 de enero de 1968 en el estudio B de la compañía RCA en Nashville, Tennessee. La compañía lo editó junto con Stay Away en la cara B en un sencillo que lanzó al mercado el 27 de Febrero del mismo año. Elvis había grabado Stay Away el día anterior. Con U.S. Male la idea de Elvis era volver a retomar su carrera musical tras luego de años en la industria del cine. 
Para la grabación, Elvis contó con el acompañamiento del propio Jerry Reed en guitarra; Bob Moore en el contrabajo, Murrey Buddy Hamand en batería, Floyd Cramer en el piano y The Jordanaires en los coros. El tema se editó a partir de la toma # 12. Previamente Elvis ya había grabado junto a Reed otros dos temas populares como Big Boss Man y Guitar Man  e interpretó el tema básicamente en una mezcla de música country con rock. 
Producido por Felton Jarvis, el disco que fue registrado bajo licencia  RCA Victor 47-9465 logró entrar a varios charts y el éxito de U.S. Male en cierta manera catapultó a Elvis a la realización de su regreso triunfal a los escenarios con el especial televisivo de ese año, conocido como NBC 1968 Come Back Special
Además de haber sido editado como disco simple, U.S. Male también integró el álbum compilado Almost in Love de 1970. 
Letra

La canción se remonta a la cruda vida de un hombre en el sur de los Estados Unidos, precisamente en el Misisipi y el conflicto de intereses que se suscita con un joven que parece desear a la esposa o pareja de éste, motivando que el protagonista trate de imponerse ante el pretendiente de manera hostil, aludiendo a la ley del más fuerte y advirtiéndole al joven que será mejor que no se meta con el macho americano. 
You better not mess with the U.S. Male my friend
The U.S. Male gets mad, he's gonna do you in
You know what's good for yourself, son
You better find somebody else, son

Don't tamper with the property of the U.S. Male

## Charts
| Charts (1968)                       | Posición alcanzada |
| ----------------------------------- | ------------------ |
| Australia Chart                     | 12                 |
| Bélgica Ultratop 50 Singles Valonia | 48                 |
| Canada Chart                        | 10                 |
| US Billboard Hot 100                | 28                 |
| UK Singles Chart                    | 15                 |

## Ediciones
- US Male / Stay Away (sencillo) RCA 1968 [10]
- Almost In Love (álbum) RCA Camden 1970 [11]
- The US Male (álbum) RCA Camden  1972 [12]
- From Nashville To Memphis - The Essential 60's Masters RCA 1993

## En la cultura popular
Dave Marsh incluyó a  U.S. Male de su lista en el libro "The Heart of Rock & Soul: The 1001 Greatest Singles Ever Made" .